# Bruc d'hivern
|  | No s'ha de confondre amb Bruc boal. |

El bruc d'hivern (Erica multiflora) és un arbust pertanyent al gènere Erica i de la família de les ericàcies. L'epítet específic multiflora, en llatí, significa 'de moltes flors'.

## Noms populars
També reps els noms de bruguera, petarrell, petorret, petorro, cepell/cipell, ciprell, xipell, xiprell o ciprelló.

## Descripció
És un arbust petit, de fins a 1,5 m d'alçada. Es diferencia del bruc boal perquè floreix durant la tardor i l'hivern (d'octubre a gener) i les flors són més grans i tenen un to rosat.
Les fulles són lineals i estretes, de 8 a 14 mm de llargada, que cobreixen pràcticament totes les branques. Les flors són petites i de color rosa, en forma d'olleta; surten totes als extrems de les tiges en agrupacions característiques, sostingudes per pedicels rogencs. El fruit és una càpsula molt petita.

## Distribució i hàbitat
Es troba a la terra baixa i, a diferència de la resta de brucs, que són propis de sòls silicis o descalcificats, es troba sobre terreny calcari, sobretot acompanyat de romaní. Es fa als carrascars, pinars i alzinars esclarissats. Es pot trobar habitualment entre els 0 i els 1.000 metres d'altitud. Molt rarament entre els 1.000 i els 1.200 metres.

## Galeria

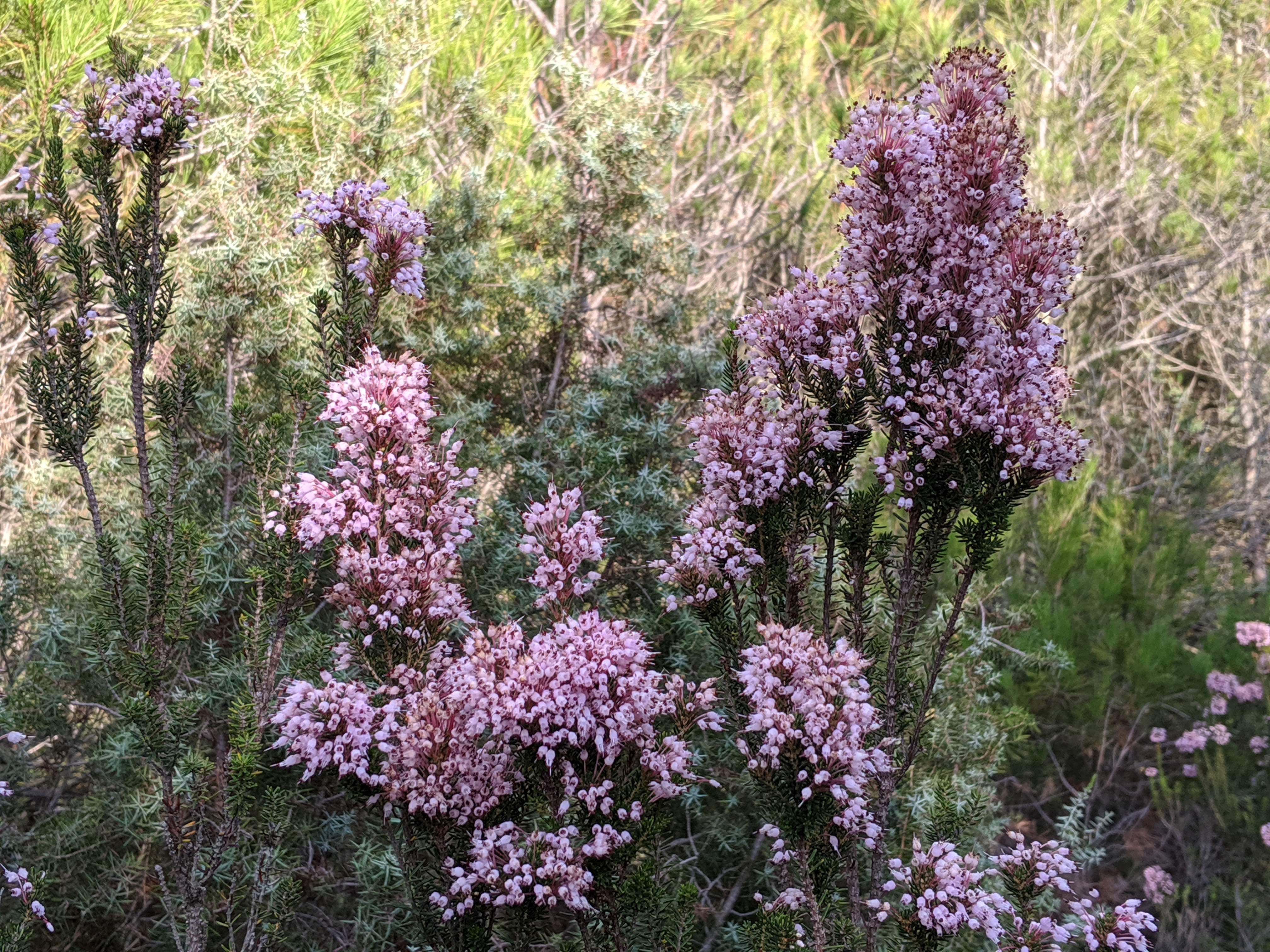
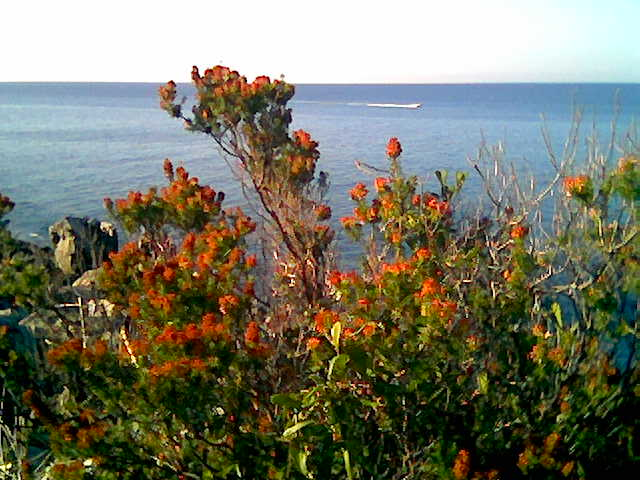
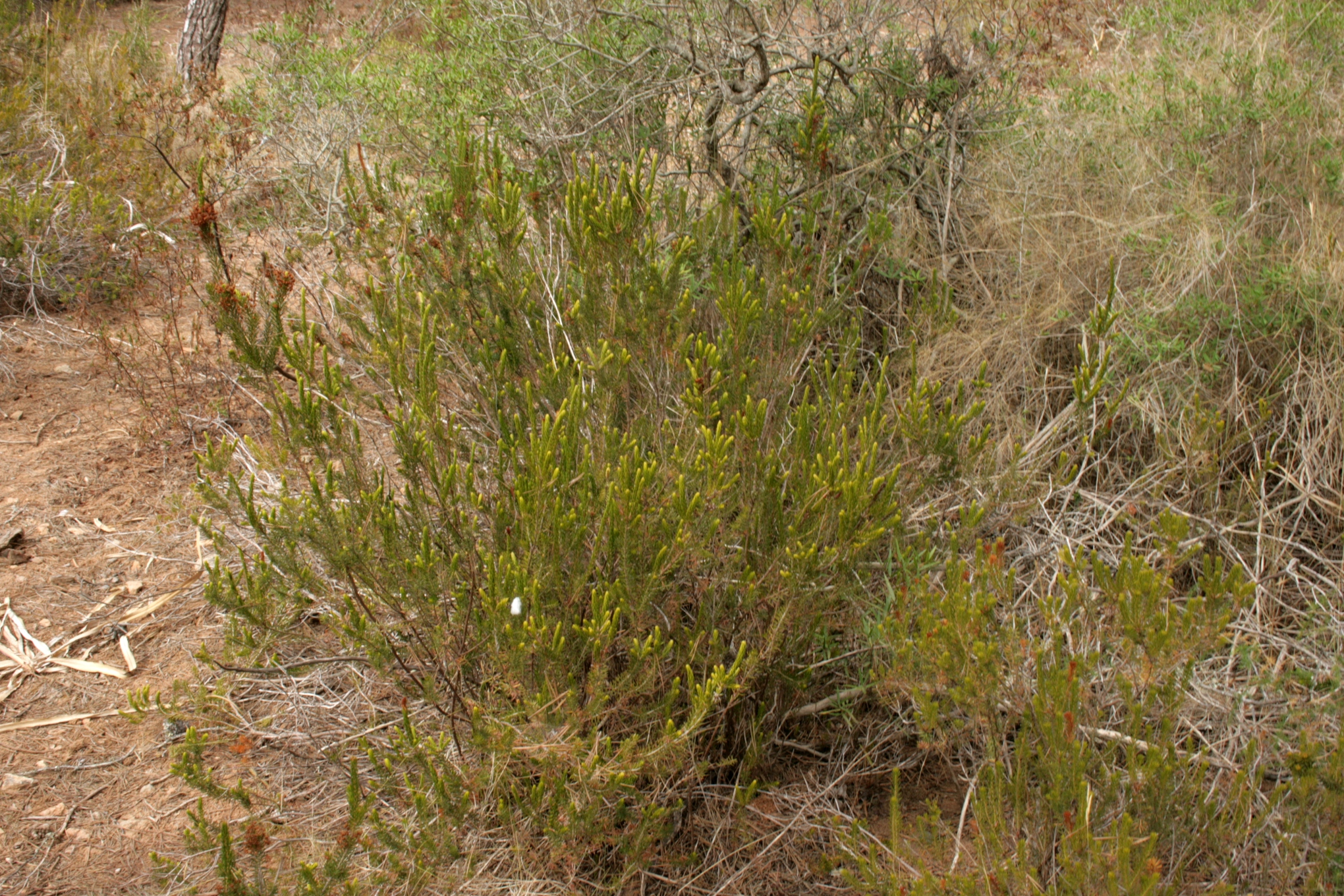
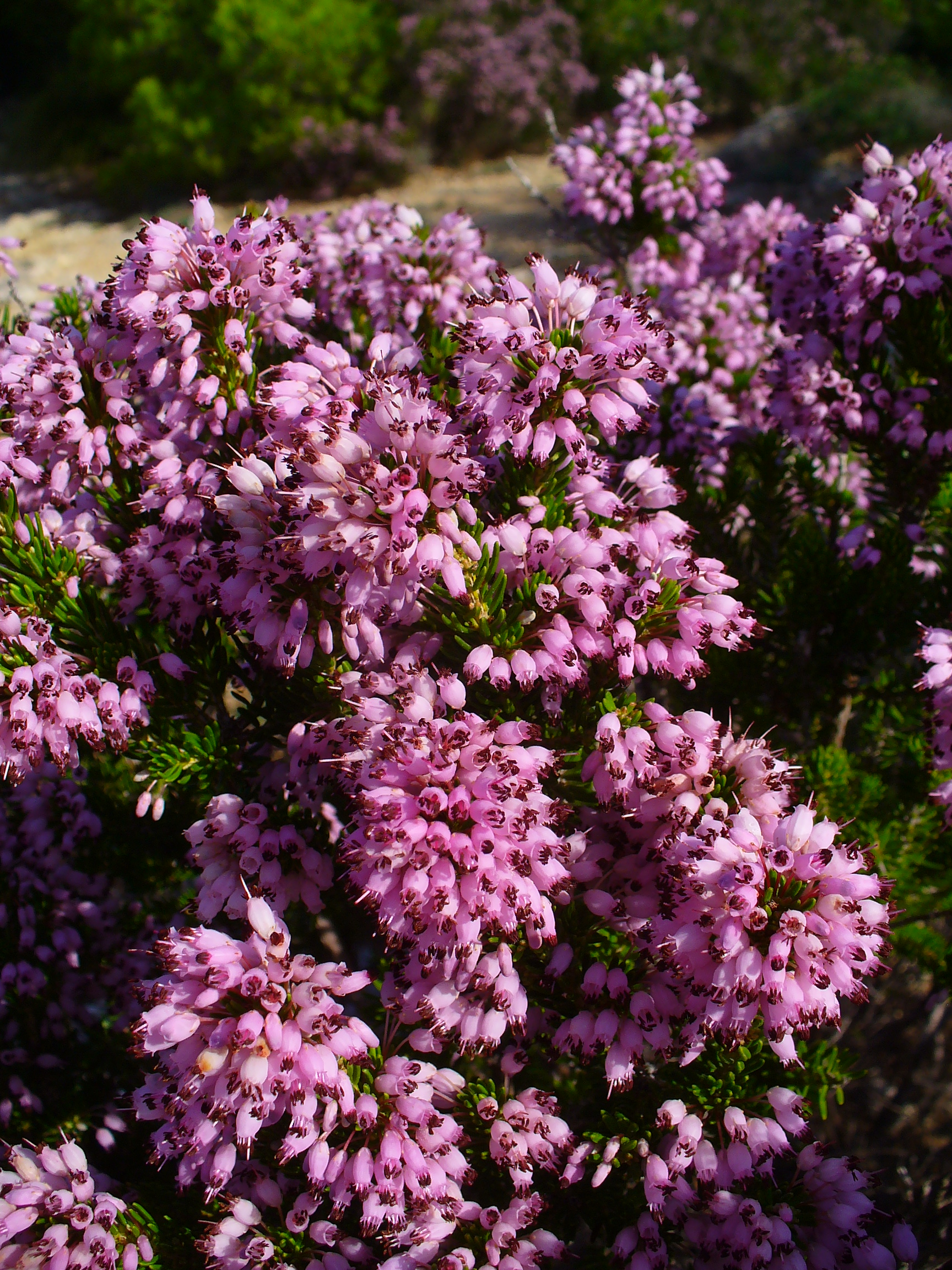